# Mazaediothecium
Mazaediothecium is een geslacht van schimmels uit de familie Pyrenulaceae. De typesoort is Parapyrenis aurora.

## Soorten
Volgens Index Fungorum telt het geslacht vier soorten (peildatum april 2022):
| Soortnaam                   | Auteur(s)                  | Publicatiejaar |
| --------------------------- | -------------------------- | -------------- |
| Mazaediothecium album       | Aptroot                    | 1991           |
| Mazaediothecium mohamedii   | H. Harada & Yoshik. Yamam. | 2007           |
| Mazaediothecium rubiginosum | Aptroot                    | 1991           |
| Mazaediothecium uniseptatum | Aptroot                    | 2015           |